# Maria Amélia Santos
Pour les articles homonymes, voir Santos (homonymie).
Maria Amélia do Carmo Mota Santos, née le 25 août 1952 à Lisbonne, est une femme politique portugaise.
Membre du Parti écologiste « Les Verts », elle siège à l'Assemblée de la République de 1985 à 1991 et de 1999 à 2005 et au Parlement européen de 1989 à 1994.